# Big Wainihinihi (rivière)
La rivière Big Wainihinihi (anglais : Big Wainihinihi River ou anglais : Big Wainihinihi Creek) est une rivière de la région West Coast, dans les deux districts de Westland et de Grey, de l’Ile du Sud de la Nouvelle-Zélande. C’est un affluent du fleuve le Taramakau.

## Géographie
De 13 km de longueur, la rivière Big Wainihinihi prend source dans le district de Westland et conflue dans le district de Grey.